# Fair City Santos
Il Fair City Santos è una squadra di calcio a 5 scozzese con sede a Perth.

## Storia
Fondato nel 2000 a Perth, città che fece da apripista nella diffusione della disciplina in Scozia, il Fair City Santos è la società calcettistica più antica del Paese. Il Fair City Santos è stato tra i fondatori, nonché il primo vincitore, del campionato scozzese, del quale si è aggiudicato sei edizioni tra il 2006 e il 2015. È stato inoltre il primo club scozzese a debuttare nella Coppa UEFA, sebbene in cinque partecipazioni non sia mai riuscito a superare il turno preliminare.

## Palmarès
- Campionato scozzese: 6
2005-06, 2006-07, 2007-08, 2008-09, 2011-12, 2014-15